# 멘, 우먼 & 칠드런
《멘, 우먼 & 칠드런》(영어: Men, Women & Children)은 2014년에 개봉한 미국의 코미디 드라마 영화이다. 채드 컬트건의 동명 소설을 원작으로 제이슨 라이트먼이 에린 크레시다 윌슨과 공동 각본을 썼으며, 라이트먼이 연출도 맡았다. 앙상블 캐스트로 로즈마리 디윗, 제니퍼 가너, 주디 그리어, 딘 노리스, 애덤 샌들러, 앤설 엘고트, 케이틀린 디버, 티모테 샬라메가 출연하였다. 이 영화는 의사 소통, 자아상, 인간 관계 문제를 더 복잡하게 만들고 있는 현대 기술 시대를 텍사스주 작은 마을에 사는 10대 청소년들과 부모들을 통해 조명한다.
2014년 9월 6일 제39회 토론토 국제 영화제에서 전 세계 최초로 상영되었고, 2014년 10월 1일 미국에서 파라마운트 픽처스 배급으로 개봉되었다.
평단으로부터 대체로 부정 평가를 받았다.

## 줄거리
헬렌과 도널드 트루비 부부는 성적 불만족을 겪으면서 헬렌은 온라인 데이팅 사이트 애슐리 매디슨으로 불륜을 하고 도널드는 인터넷 알선소를 통해 콜걸을 만난다. 아들인 10대 미식 축구 선수 크리스는 포르노그래피 중독이다.
유명해지고 싶어하는 치어리더 딸 해나를 위해 엄마 도나는 웹사이트를 운영한다. 해나는 쇼핑몰에서 텔레비전 시리즈 오디션 기회를 잡지만 이 웹사이트에 올라간 자극적인 사진들 때문에 실격된다.
팀은 부모님이 이혼한 뒤 축구를 그만두고 MMORPG에 빠져지낸다. 팀의 아버지 켄트는 게임을 지우고 내년에 다시 축구를 시작하라고 통보한다. 거기에 여자친구 브랜디를 과보호하는 어머니 퍼트리샤가 브랜디인 척 팀에게 관심이 없어졌다고 하자 낙담한 팀은 항우울제를 과복용해 사망 직전까지 간다.
해나의 치어리더 친구 앨리슨은 온라인 그룹의 지지 속에서 음식 섭취를 거의 하지 않는다. 짝사랑해 온 축구 선수 브랜던의 강요로 관계를 갖게 된 앨리슨은 자궁외임신에 이르지만 영양실조로 유산한다.

## 출연진
- 에마 톰프슨[7] - 해설
- 로즈마리 디윗[7] - 헬렌 트루비 역
- 제니퍼 가너[7] - 퍼트리샤 벨트마이어 역
- 주디 그리어[7] - 도나 클린트 역
- 딘 노리스[7] - 켄트 무니 역
- 애덤 샌들러[7] - 돈 트루비 역
- 앤설 엘고트[7] - 팀 무니 역
- 케이틀린 디버 - 브랜디 벨트마이어 역
- J. K. 시먼스 - 도스 씨 역
- 데이비드 덴먼 - 짐 밴스 역
- 제이슨 더글러스 - 레이 벨트마이어 역
- 셰인 린치 - 앤젤리크 역
- 데니스 헤이즈버트 - 시크릿러버 역
- 필 러마 - 정신과 의사 역
- 올리비아 크로치키아 - 해나 클린트 역
- 얼레이나 캠포리스 - 앨리슨 도스 역
- 트래비스 토프 - 크리스 트루비 역
- 티나 파커 - 도스 부인 역
- 윌 펠츠 - 브랜던 렌더 역
- 커트 크러카우이언 - 교사 역
- 티모테 샬라메 - 대니 밴스 역
- 캐서린 휴스 - 브룩 벤턴 역

## 제작
2013년 9월 4일, 제이슨 라이트먼 감독은 애덤 샌들러, 로즈마리 디윗, 제니퍼 가너가 주연으로 발탁되었다고 발표하였다. 2013년 12월 16일, 에마 톰프슨, 주디 그리어, 딘 노리스가 출연 확정되었다. 어린 출연진으로는 앤설 엘고트, 케이틀린 디버, 얼레이나 캠포리스, 트래비스 토프, 캐서린 휴스, 올리비아 크로치키아, 티모테 샬라메가 뽑혔다. 이어 데이비드 덴먼, 제이슨 더글러스, 데니스 헤이즈버트, 셰인 린치, J. K. 시먼스가 합류하였다. 2013년 12월 17일, 윌 펠츠가 추가로 섭외되었다.
본 촬영은 2013년 12월 16일부터 텍사스주 오스틴에서 시작되었다.

## 기타 제작진
- 공동 제작: 제이슨 블루먼펠드
- 총괄 제작:' 마이클 뷰그, 메이슨 노빅